# Barry Victor Sneddon
Barry Victor Sneddon (1 de febrero de 1942) es un botánico neozelandés.
Es mánager de Colecciones del Herbario de la Universidad Victoria de Wellington, Nueva Zelanda; y se ha especializado en Colobanthus de Australasia y de Microseris.

## Algunas publicaciones
- barry v. Sneddon. 1977. A Biosystematic Study of Microseris, Subgenus Monermos (Compositae:Cichorieae): Submitted for the Degree of Doctor of Philosophy at the Botany Department, Victoria University of Wellington. Ed. Victoria Univ. of Wellington, 204 pp.

- j.w. Dawson, barry v. Sneddon. The New Zealand Rain Forest: A Comparison with Tropical Rain Forest. Pacific Science 23 ( 2 ) : 131-147

- La abreviatura «Sneddon» se emplea para indicar a Barry Victor Sneddon como autoridad en la descripción y clasificación científica de los vegetales.[3]